# Embriogénesis en pteridófitas
En Botánica, la embriogénesis en pteridófitas es el conjunto de procesos fisiológicos que conducen a la transformación de una sola célula, el cigoto, en un individuo multicelular más complejo conocido como esporófito de las pteridofitas (grupo de plantas que incluye a los helechos). Este conjunto de procesos requiere de una fina regulación de multitud de elementos de desarrollo, que conducen a la elaboración de morfologías básicas (morfogénesis), el establecimiento de estructuras funcionalmente organizadas (organogénesis) y la diferenciación tisular.
En las pteridófitas los gametos masculinos son móviles, pesentan cilios u otro tipo de apéndices para desplazarse, de manera que la presencia de agua es imprescindible para que ocurra la fecundación. Los gametos masculinos se desplazan hasta los arquegonios, se abren paso a través del cuello, y penetran la ovocélula para formar la célula huevo o cigoto.
La primera división del cigoto puede ser horizontal o longitudinal con respecto al eje del arquegonio. En el primer caso, los embriones pueden ser exoscópicos, si el ápice caulinar se orienta hacia afuera (como en Psilotum, Tmesipteris, Equisetum, y algunas Ophioglossaceae), o endoscópicos, si el ápice caulinar se orienta hacia el fondo del esporangio. Si la división es longitudinal, en cambio, los embriones puede tener suspensor, un conjunto de células estériles que empuja el embrión propiamente dicho hacia adentro (como en Lycopodium, Selaginella, y algunos miembros de Marattiaceae) o no (Isoetes, algunos otros Marattiaceae y Ophioglossaceae). Si la primera división es vertical, el ápice caulinar crece lateralmente con respecto al eje del arquegonio, y no tiene suspensor (como ocurre en los helechos leptosporangiados).
Generalmente el embrión de las pteridófitas tiene tres partes: un pie (la porción adherida al prótalo), el ápice caulinar y la primera raíz. El embrión no es bipolar como el de las plantas con semilla (espermatófitas).